# Kleinenglis
Kleinenglis ist ein Stadtteil von Borken im nordhessischen Schwalm-Eder-Kreis. Die Gemarkung Kleinenglis liegt größtenteils auf der sogenannten Großenengliser Platte und hat eine Größe von 601 Hektar. Im Ort leben etwa 1400 Menschen.

## Geschichte

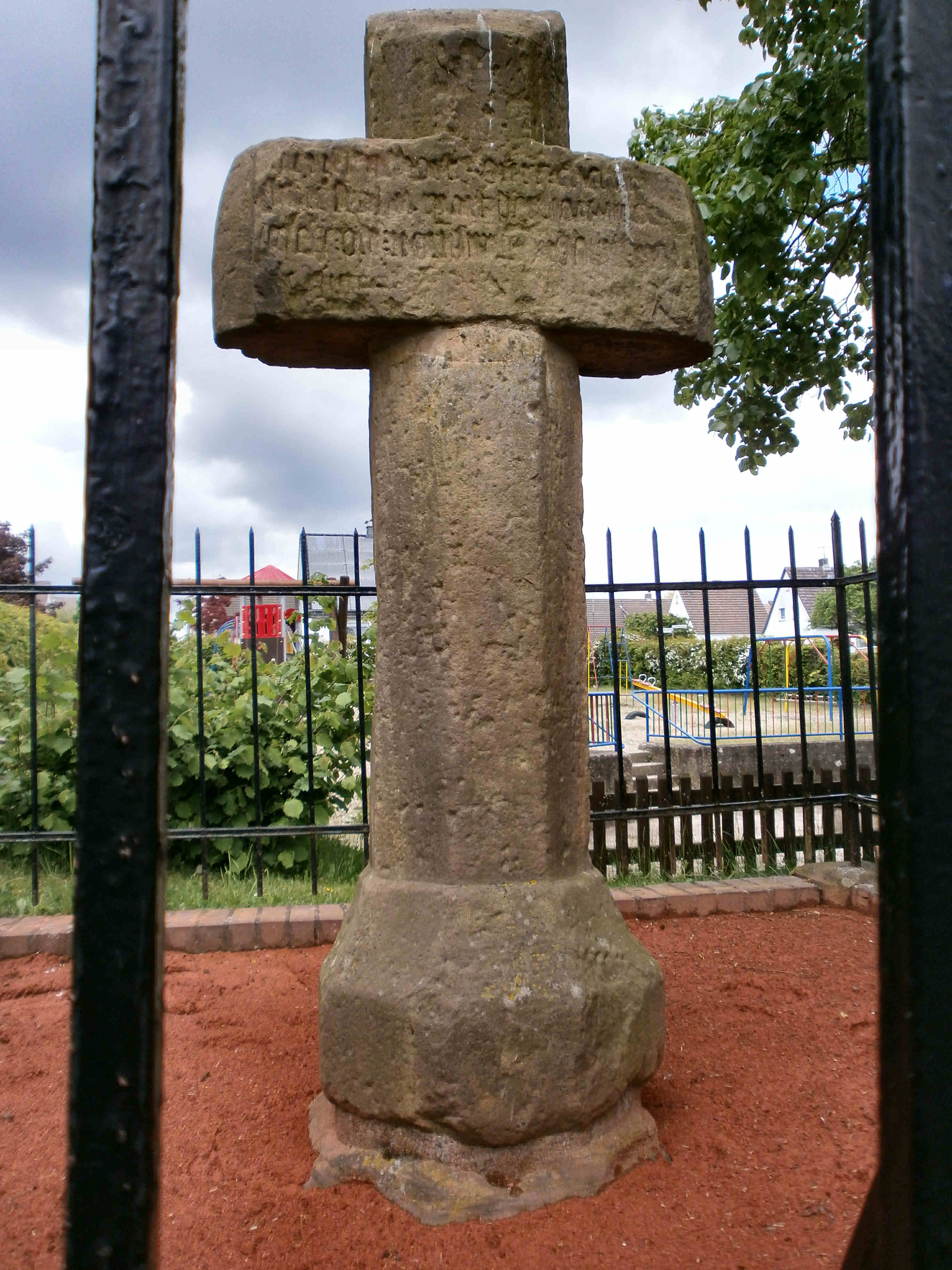
Das Kaiserkreuz Kleinenglis (Sommer 2013)

### Ortsgeschichte
Die älteste bekannte urkundliche Erwähnung des Dorfs erfolgte im Jahre 775 als Angelgise in einer Urkunde der Abtei Hersfeld. Erst im 13. Jahrhundert beginnt eine Unterscheidung bei den Ortsnamen zwischen Kleinenglis und dem benachbarten Großenenglis, so z. B. im Jahr 1239, als der 1231 als Mönch ins Kloster Haina eingetretene Graf Heinrich III. von Reichenbach den halben Zehnten von Engelgis mino dem Kloster vermachte.
Mit dem Kaiserkreuz steht in Kleinenglis ein nationalgeschichtliches Denkmal. Hier wurde am 5. Juni 1400 der Herzog Friedrich I. von Braunschweig-Wolfenbüttel, der zuvor in Frankfurt von einigen Kurfürsten als Kandidat zur Königswahl gegen den ungeliebten Wenzel vorgeschlagen worden war, vom Grafen Heinrich VII. von Waldeck und dessen Kumpanen Friedrich III. von Hertingshausen und Konrad (Kunzmann) von Falkenberg ermordet.
Ein zweites örtliches Ereignis von geschichtlicher Bedeutung war die vernichtende Niederlage der Truppen des Mainzer Erzbischofs Konrad III. von Dhaun im Mainzisch-Hessischen Krieg am 23. Juli 1427 gegen die des hessischen Landgrafen Ludwig I., mit der Kurmainz den Kampf um die territoriale Vorherrschaft in Nordhessen endgültig verlor. Diese Entscheidungsschlacht in einem jahrhundertelangen Ringen fand nördlich von Kleinenglis statt, zwischen der Kalbsburg und dem heute wüsten Dorf Holzheim bei Fritzlar. Mainz musste danach nahezu alle seine Besitzungen in Nieder- und Mittelhessen von Hessen zu Lehen nehmen.
Der Dreißigjährige Krieg hatte auch in Kleinenglis verheerende Folgen. Wurden 1585 noch 55 Hausgesesse (Haushalte) im Ort gezählt, so lebten 1639 nach dem Durchzug kaiserlicher Truppen nur noch die Familien von 18 verheirateten Männern und 9 Witwen im Dorf.
Nach der Annexion Kurhessens durch das Königreich Preußen im Jahre 1866 und der Änderung 1872 der preußischen Gemeinheitsteilungsordnung von 1821 wurde auch in Kleinenglis eine Zusammenlegung von landwirtschaftlichen Grundstücken durchgeführt, die nicht gemeinschaftliches Eigentum waren.
Durch den Bau des Kraftwerks Borken 1922/23 und die damit verbundene rapide Ausweitung des Braunkohlebergbaus im Borkener Braunkohlerevier wurden viele neue Arbeitsplätze geschaffen, und die Wohnbevölkerung der umliegenden Dörfer stieg kräftig an. In Kleinenglis wuchs sie um 60 % von 514 Personen 1925 auf 820 im Jahre 1939. Ein zweiter Schub in der Einwohnerzahl des Orts erfolgte mit dem Zuzug von Ausgebombten und Heimatvertriebenen als Konsequenz des Zweiten Weltkriegs. Erst in den 1950er Jahren sank die Einwohnerzahl wieder allmählich durch Abwanderung in die Städte der Umgebung. Nachdem der Bergbau in der Region Borken nach dem Grubenunglück von Stolzenbach am 1. Juni 1988, bei dem 51 Bergleute ums Leben kamen, beendet wurde und auch das Kraftwerk im Jahre 1991 seinen Betrieb einstellte, wurde Kleinenglis zur Schlafgemeinde für Auspendler.

### Hessische Gebietsreform
Im Zuge der Gebietsreform in Hessen schloss sich zum 31. Dezember 1971 die Nachbargemeinde Kerstenhausen freiwillig der Gemeinde Kleinenglis an, aber schon am 1. Januar 1974 wurde die bis dahin selbständige Gemeinde in die Stadt Borken kraft Landesgesetz eingegliedert. Für alle durch die Gebietsreform eingegliederten Stadtteile wurden Ortsbezirke mit Ortsbeirat und Ortsvorsteher eingerichtet. Die Gemarkung Kleinenglis war 601 ha groß.
Im Jahr 1996 wurden etwa 11 ha im Bereich des ehemaligen Kraftwerks zugunsten der Kernstadt Borken abgetrennt, so dass die Gemarkung seitdem eine Größe von ca. 590 ha hat.

## Bevölkerung
Einwohnerstruktur 2011
Nach den Erhebungen des Zensus 2011 lebten am Stichtag, dem 9. Mai 2011, in Kleinenglis 1398 Einwohner. Darunter waren 60 (4,3 %) Ausländer.
Nach dem Lebensalter waren 228 Einwohner unter 18 Jahren, 525 zwischen 18 und 49, 309 zwischen 50 und 64 und 339 Einwohner waren älter. Die Einwohner lebten in 618 Haushalten. Davon waren 165 Singlehaushalte, 192 Paare ohne Kinder und 180 Paare mit Kindern, sowie 63 Alleinerziehende und 18 Wohngemeinschaften. In 162 Haushalten lebten ausschließlich Senioren und in 369 Haushaltungen lebten keine Senioren.
Einwohnerentwicklung
 Quelle: Historisches Ortslexikon
- um 1570: 47 Hausgesesse
- 1575/85: 55 Hausgesesse
- 1639: 18 verheiratete Männer, 9 Witwen
- 1724: 74 Personen
- 1742: 48 Häuser
- 1747: 44 Hausgesesse

| Kleinenglis: Einwohnerzahlen von 1774 bis 2023 | Kleinenglis: Einwohnerzahlen von 1774 bis 2023 | Kleinenglis: Einwohnerzahlen von 1774 bis 2023 | Kleinenglis: Einwohnerzahlen von 1774 bis 2023 | Kleinenglis: Einwohnerzahlen von 1774 bis 2023 |
| --- | ---------------------------------------------- | ---------------------------------------------- | ---------------------------------------------- | ---------------------------------------------- |
| Jahr |                                                |                                                |                                                | Einwohner                                      |
| 1774 | 1774                                           |                                                | 232                                            | 232                                            |
| 1800 | 1800                                           |                                                | ?                                              | ?                                              |
| 1834 | 1834                                           |                                                | 408                                            | 408                                            |
| 1840 | 1840                                           |                                                | 437                                            | 437                                            |
| 1846 | 1846                                           |                                                | 467                                            | 467                                            |
| 1852 | 1852                                           |                                                | 454                                            | 454                                            |
| 1858 | 1858                                           |                                                | 460                                            | 460                                            |
| 1864 | 1864                                           |                                                | 459                                            | 459                                            |
| 1871 | 1871                                           |                                                | 418                                            | 418                                            |
| 1875 | 1875                                           |                                                | 375                                            | 375                                            |
| 1885 | 1885                                           |                                                | 401                                            | 401                                            |
| 1895 | 1895                                           |                                                | 409                                            | 409                                            |
| 1905 | 1905                                           |                                                | 437                                            | 437                                            |
| 1910 | 1910                                           |                                                | 462                                            | 462                                            |
| 1925 | 1925                                           |                                                | 514                                            | 514                                            |
| 1939 | 1939                                           |                                                | 820                                            | 820                                            |
| 1946 | 1946                                           |                                                | 1.185                                          | 1.185                                          |
| 1950 | 1950                                           |                                                | 1.302                                          | 1.302                                          |
| 1956 | 1956                                           |                                                | 1.385                                          | 1.385                                          |
| 1961 | 1961                                           |                                                | 1.441                                          | 1.441                                          |
| 1967 | 1967                                           |                                                | 1.549                                          | 1.549                                          |
| 1970 | 1970                                           |                                                | 1.555                                          | 1.555                                          |
| 1980 | 1980                                           |                                                | ?                                              | ?                                              |
| 1990 | 1990                                           |                                                | ?                                              | ?                                              |
| 2000 | 2000                                           |                                                | ?                                              | ?                                              |
| 2011 | 2011                                           |                                                | 1.398                                          | 1.398                                          |
| 2020 | 2020                                           |                                                | 1.411                                          | 1.411                                          |
| 2023 | 2023                                           |                                                | 1.403                                          | 1.403                                          |
| Datenquelle: Historisches Gemeindeverzeichnis für Hessen: Die Bevölkerung der Gemeinden 1834 bis 1967. Wiesbaden: Hessisches Statistisches Landesamt, 1968. Weitere Quellen: LAGIS; Stadt Borken (Hessen), Zensus 2011 |                                                |                                                |                                                |                                                |

Historische Religionszugehörigkeit
 Quelle: Historisches Ortslexikon
- 1835: 0390 evangelisch-reformierte, 3 katholische, 7 jüdische Einwohner
- 1861: 0451 evangelisch-reformierte, 9 jüdische Einwohner
- 1885: 0400 evangelische (= 99,75 %), ein katholischer (= 0,25 %) Einwohner
- 1961: 1139 evangelische (= 79,04 %), 293 katholische (= 20,33 %) Einwohner

 Historische Erwerbstätigkeit
| • 1961: | Erwerbspersonen: 83 Land- und Forstwirtschaft, 387 Produzierendes Gewerbe, 52 Handel und Verkehr, 67 Dienstleistungen und Sonstiges |

## Politik
Für Kleinenglis besteht ein Ortsbezirk (Gebiete der ehemaligen Gemeinde Kleinenglis) mit Ortsbeirat und Ortsvorsteher nach der Hessischen Gemeindeordnung. Der Ortsbeirat besteht aus neun Mitgliedern.
Bei den Kommunalwahlen in Hessen 2021 betrug die Wahlbeteiligung zum Ortsbeirat Kleinenglis 53,19 %. Alle Kandidaten gehörten der „Gemeinschaftsliste Kleinenglis“ an. Der Ortsbeirat wählte Dennis Döring zum Ortsvorsteher.

## Kirche

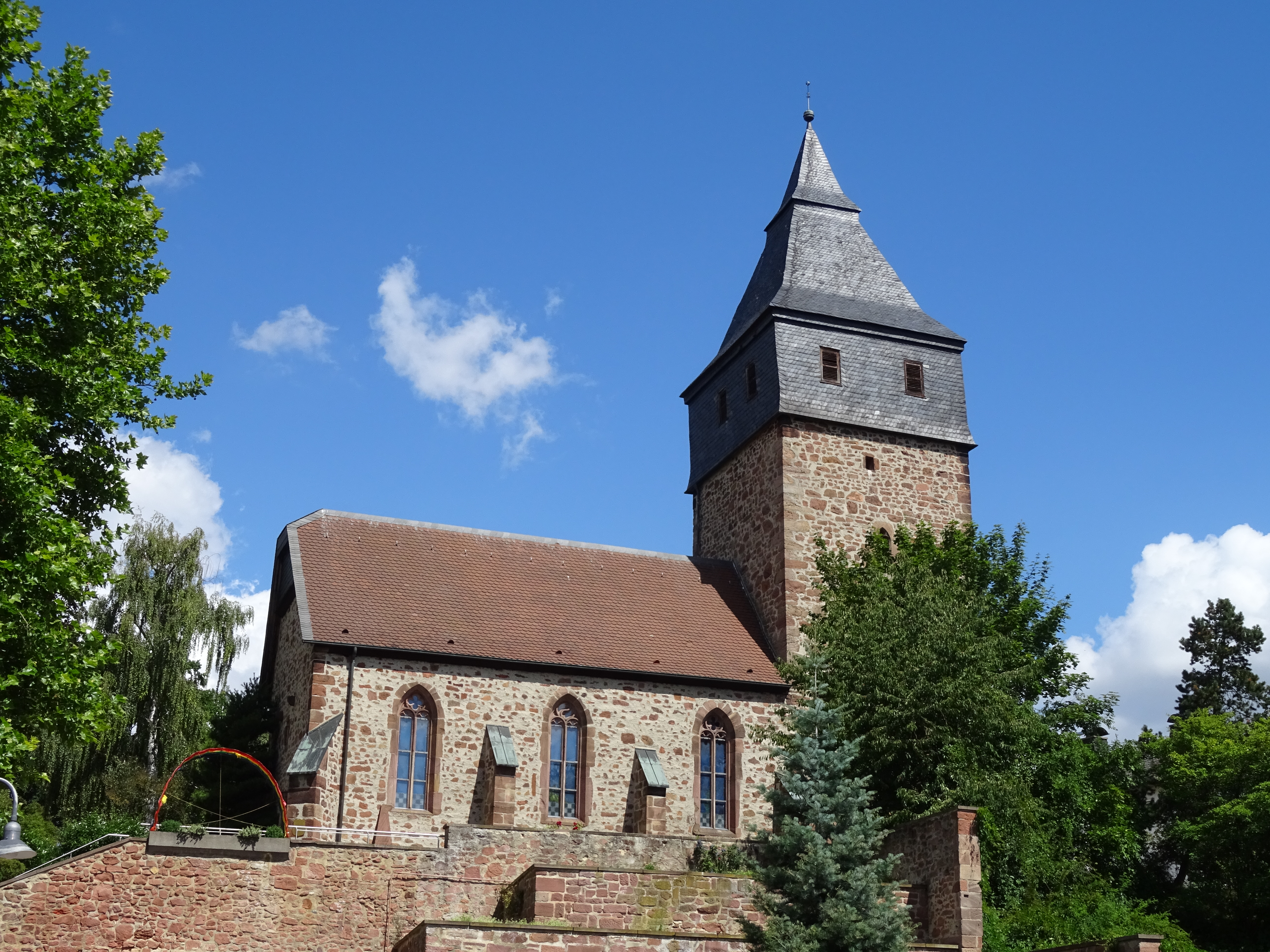
Evangelische Kirche Kleinenglis

Die einst dem Erzengel Michael geweihte evangelische Kirche in der Hundsburgstraße ist eine mittelalterliche Wehrkirche und ein Kulturdenkmal. Der gotische Chorturm stammt aus dem 14. Jahrhundert, die verschieferte Glockenstube und der Helm sind aus dem Jahre 1752. Um 1500 wurde das spätgotische, drei-jochige Kirchenschiff mit Kreuzgewölbe angebaut. Der gesamte Kircheninnenraum wurde bald darauf mit Szenen aus der Bibel und aus Heiligenlegenden ausgemalt. Die Wandmalereien wurden wohl nach der Reformation übermalt; die im Chor wurden 1925, die im Schiff 1963 freigelegt. Den Chorraum beherrscht eine Darstellung des Erzengels Michael. Der Kirchenraum mit Altar, Sakramentshäuschen, Aufgang zum Wehrturm usw. ist noch im spätmittelalterlichen Originalzustand erhalten. Die Orgel wurde 1832–1834 von dem Orgelbauer Adam Joseph Oestreich (1799–1843) aus Oberbimbach bei Fulda gebaut und befand sich zuerst in der Katharinenkirche im Ursulinenkloster Fritzlar. Sie kam nach der durch den Kulturkampf bedingten Schließung des Klosters im Jahre 1877 zunächst durch Verkauf nach Großenenglis, wo sie bis 1973 verblieb, und verbrachte danach 22 Jahre eingelagert bei dem Orgelbauer Bruno Döring in Neukirchen (Knüll). Seit 1995 steht sie in Kleinenglis.